# Pavel Křížkovský
Pavel Křížkovský, właśc. Karel Křížkovský (ur. 9 stycznia 1820 w Holasovicach, zm. 8 maja 1885 w Brnie) – czeski kompozytor i dyrygent.

## Życiorys
W latach 1826–1832 był uczniem szkoły w Neplachovicach, gdzie początkowo przyuczał się do rzemiosła, jednak za namową miejscowego chórmistrza zaczął uczyć się śpiewu. Uczęszczał do gimnazjum niemieckiego w Opawie, gdzie był też chórzystą w kościele św. Trójcy. W 1839 roku podjął studia filozoficzne na uniwersytecie w Ołomuńcu, które jednak musiał przerwać z powodu braku środków finansowych. Uzyskawszy kwalifikację nauczycielską, w latach 1841–1843 uczył języka czeskiego w Jamnicy. W 1845 roku wstąpił do zakonu augustianów w Brnie i przybrał imię Pavel. W latach 1846–1850 odbył studia teologiczne, w 1848 roku przyjął święcenia kapłańskie. Został kierownikiem kościelnego chóru i przyklasztornej fundacji, założył też męskie towarzystwo śpiewacze. Wprowadzał do programów koncertowych dzieła kompozytorów czeskich i utwory w języku czeskim, popierał wystąpienia narodowe podczas Wiosny Ludów. Był współzałożycielem towarzystwa muzycznego Beseda Brněnská i w latach 1861–1863 pełnił funkcję jego chórmistrza. Uczestniczył w organizacji obchodów 1000-lecia przybycia Cyryla i Metodego na Morawy w 1863 roku. Jego działalność narodowa i panslawistyczna spotkała się ze sprzeciwem niemieckiego duchowieństwa i poskutkowała nałożeniem przez biskupa zakazu tworzenia kompozycji o charakterze świeckim. Po nałożeniu zakazu zaangażował się w ruch reformy muzyki kościelnej w duchu cecylianizmu. W 1872 roku osiadł w Ołomuńcu, gdzie pełnił funkcję dyrektora muzycznego przy katedrze św. Wacława. W 1877 roku ze względu na pogarszający się stan zdrowia wycofał się z działalności publicznej i wrócił do klasztoru w Brnie.
Jego uczniem był Leoš Janáček.

## Twórczość
Křížkovský był prekursorem szkoły narodowej w muzyce czeskiej, jego utwory noszą patriotyczno-rewolucyjny charakter w duchu romantyzmu. W swojej twórczości wykorzystywał elementy ludowej muzyki w regionu Moraw. Skomponował m.in. wielką kantatę Svatý Cyril a Metoděj, liczne utwory chóralne (m.in. Utonulá, Žaloba, Odvedeného prosba), a także szereg utworów o charakterze liturgicznym. Jego kompozycje mają przeważnie charakter homofoniczny.